# احتشاء شقيقي
الاحتشاء الشقيقي (احتشاء الصداع النصفي) هو نوع نادر من السكتات الدماغية الإقفارية التي تحدث بالتوافق مع أعراض نسمة (أورة) الشقيقة (الصداع النصفي). تشمل الأعراض: الصداع، والاضطرابات البصرية، والأحاسيس الغريبة، وعسر الكلام، وجميعها تتفاقم تدريجيًا مسببة تغيرات عصبية تؤدي في النهاية إلى زيادة خطر الإصابة بالسكتة الدماغية الإقفارية. عادةً ما تكون النساء دون سن 45 عامًا اللواتي يعانين من الشقيقة المترافقة مع نسمة أكثر عرضة للإصابة بالاحتشاء الشقيقي، خاصةً عندما يقترن ذلك بالتدخين واستخدام موانع الحمل الفموية.

## أعراض

### صداع نصفي مع نسمة
بشكل عام، يعاني 30% من الأشخاص المصابين بالشقيقة من نسمة خلال مسيرة حياتهم. يمكن تعريف النسمة على نطاق واسع بأنها هجمات تتطور تدريجيًا تسبب عجزًا عصبيًا في الرؤية والإحساس واللغة.

### اضطرابات بصرية
ترتبط الاضطرابات البصرية عادة بالشقيقة المترافقة مع نسمة، حيث يعاني 97% من المرضى من أعراض بصرية. يعاني 14% فقط من المرضى المصابين الشقيقة المترافقة مع نسمة من اضطرابات بصرية تستمر أكثر من 60 دقيقة في المرة الواحدة، بمتوسط مدة 30 دقيقة للاضطراب البصري الواحد. عادةً ما تبدأ الاضطرابات البصرية لدى مرضى الشقيقة المترافقة مع نسمة بظهور خط متعرج في منتصف مجال العين يبدو أنه يومض. يصف بعض المرضى أعراض رؤية دائرة حمراء متسعة في وسط مجال رؤيتهم. تحدث العتمة غالبًا عندما ينتقل الاضطراب البصري إلى محيط المجال البصري. بالإضافة إلى ذلك، يمكن أن تحدث العتمة أحيانًا في مركز المجال البصري، إذ تظهر كنقطة عمياء أكثر وضوحًا، على الرغم من أن هذا أقل شيوعًا.
قد يبلغ الأفراد الذين يعانون من شقيقة مترافقة مع نسمة مستمرة عن اضطراب بصري يسمى «الثلج المرئي». بشكل عام، سيصفون مجالهم البصري على أنه يتكون من العديد من البقع الوامضة الصغيرة التي قد تشبه الثلج.

### الأعراض الحسية
من المعروف أن الأعراض الحسية تحدث لدى 32% من مرضى الشقيقة المترافقة مع نسمة، وتستمر مدة تزيد عن 60 دقيقة فقط لدى 21% من المرضى، بمتوسط 20 دقيقة. عادةً ما تتكون النسمة الحسية من أحاسيس غريبة وألم ينتقل تدريجيًا من اليد، عبر الذراع، إلى مناطق الوجه واللسان. من النادر جدًا أن يعاني مرضى الشقيقة المترافقة مع نسمة من أعراض حسية في أرجلهم وأقدامهم.

### أعراض عسر الكلام
تظهر أعراض عسر الكلام لدى 11% من مرضى الشقيقة المترافقة مع نسمة، وتستمر مدة تزيد عن 60 دقيقة فقط لدى 17% من المرضى، بمتوسط 20 دقيقة. يبدو عسر الكلام لدى المرضى الذين يعانون من شقيقة مترافقة مع نسمة على أنه نقص متوسط في تكوين اللغة، على سبيل المثال، قد لا يتمكن المريض من ذكر عنوان منزله. في بعض الأحيان، قد يعاني المريض أيضًا من عجز في الفهم اللغوي حيث قد لا يتمكن من فهم تعليمات المهام المعقدة.